# Ринат Ахметов
Ринат Леонидович Ахметов (укр. Ріна́т Леоні́дович Ахме́тов, рус. Рина́т Леони́дович Ахме́тов; Доњецк, 21. септембар 1966) украјински је олигарх, милијардер и власник и председник ФК Шахтјор Доњецк.
Оснивач је и председник компаније System Capital Management (SCM) и сврстан је међу најбогатије људе у Украјини. У јуну 2021. године, био је 327. на листи најбогатијих људи на свету са процењеном нето вредношћу од 7,5 милијарди америчких долара.
У периоду 2006–2007. и 2007–2012, Ахметов је био посланик у Врховној ради (парламент) за Партију региона.